# Сан-Лоренсо (округ Грант, Нью-Мексико)
Сан-Лоренсо (англ. San Lorenzo) — переписна місцевість (CDP) в США, в окрузі Грант штату Нью-Мексико. Населення — 148 осіб (2020).

## Географія
Сан-Лоренсо розташований за координатами 32°48′19″ пн. ш. 107°55′13″ зх. д. / 32.80528° пн. ш. 107.92028° зх. д. (32.805352, -107.920207).  За даними Бюро перепису населення США в 2010 році переписна місцевість мала площу 4,53 км², з яких 4,52 км² — суходіл та 0,01 км² — водойми.

## Демографія
Згідно з переписом 2010 року, у переписній місцевості мешкало 97 осіб у 47 домогосподарствах у складі 26 родин. Густота населення становила 21 особа/км².  Було 57 помешкань (13/км²).
Расовий склад населення:
| - 79,4 % — білих - 6,2 % — корінних американців - 12,4 % — осіб інших рас |

До двох чи більше рас належало 2,1 %. Частка іспаномовних становила 53,6 % від усіх жителів.
За віковим діапазоном населення розподілялося таким чином: 17,5 % — особи молодші 18 років, 52,6 % — особи у віці 18—64 років, 29,9 % — особи у віці 65 років та старші. Медіана віку мешканця становила 56,3 року. На 100 осіб жіночої статі у переписній місцевості припадало 90,2 чоловіків;  на 100 жінок у віці від 18 років та старших — 95,1 чоловіків також старших 18 років.
Цивільне працевлаштоване населення становило 0 осіб. 